# Calamaria ingeri
Calamaria ingeri — вид змій родини полозових (Colubridae). Ендемік Малайзії. Вид названий на честь американського герпетолога Роберта Фредеріка Інгера.

## Поширення й екологія
Calamaria ingeri є ендеміками острова Тіоман, що лежить на схід від Малайського півострова. Вони живуть у вологих тропічних лісах, серед опалого листя.

## Збереження
МСОП класифікує цей вид як такий, що перебуває на межі зникнення. Calamaria ingeri загрожує знищення природного середовища.